# 约翰·迪金
约翰·迪金（英語：John Deakin，1965年3月4日—），英国男子赛艇运动员。他曾代表英国参加世界赛艇锦标赛，获得一枚金牌、二枚银牌和一枚铜牌。他也曾参加1992年夏季奥林匹克运动会。